# Spelyngochthonius sardous
Spelyngochthonius sardous är en spindeldjursart som beskrevs av Beier 1955. Spelyngochthonius sardous ingår i släktet Spelyngochthonius och familjen käkklokrypare. Inga underarter finns listade i Catalogue of Life.